# 黎安理
黎安理（1751年—1819年），字履泰，號靜圊。貴州遵義縣東鄉禹門（今遵義縣新舟區）人。
黎朝邦第六代孫，幼時，常被繼祖母虐待，“生而赤貧，少時醫卜星相負販，逐什一之術無不業，而以餘隙讀書。”乾隆四十四年（1779年）舉人。任永从（今从江）县儒学训导。乾隆後期曾出任山東長山縣縣令，有政声。嘉庆二十一年（1816年）弃官居家，或编扎茅苫，或饲鸡喂猪。其外孫郑珍说：“七十老孟公，处置到鸡豕。三日一来过，琐琐身料理。”自號非非子。嘉庆二十四年（1819年）卒。著有《鋤經堂文集》、《夢餘筆談》等。有子黎恂。

## 延伸阅读
[在维基数据编辑]
 《清史稿/卷498》，出自趙爾巽《清史稿》